# Caserta
Caserta é uma comuna italiana da região da Campania, província de Caserta, com cerca de 85 mil habitantes. Estende-se por uma área de 53.07 km², tendo uma densidade populacional de 1415 hab/km². Faz fronteira com Capua, Casagiove, Castel Morrone, Limatola, Maddaloni, San Nicola la Strada, San Prisco, Sant'Agata de' Goti, Valle di Maddaloni.

## Origens do nome
O nome Caserta deriva do latim medieval  Casa Irta , topônimo que deriva de o antigo centro urbano da cidade de Casertavecchia se ter erguido, durante a Idade Média e até século XVIII, numa posição elevada em relação à planície envolvente.

## História

### Idade Antiga

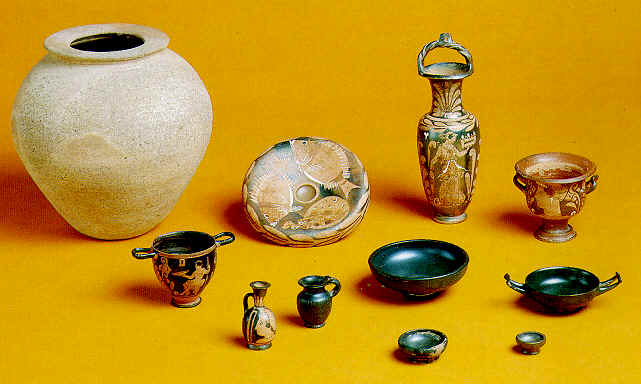
Túmulos e sepulturas samnitas que datam do século IV a.C. encontrado em 1990

A cidade de Caserta tem origens antigas; a área onde o palácio foi construído faz parte de um território natural de importância arqueológica onde Osci, Samnites e Romanos deixaram vestígios da sua presença. Alguns traçam suas origens ao Osci, outros aos Samnitas. Apesar de tudo, desde os achados que foram encontrados, até nas várias aldeias da cidade, há indícios de um passado muito remoto. Em 1990, alguns túmulos da era Samnita foram encontrados no porão do Palácio; era, portanto, uma necrópole do século V a.C.. Por volta de 423 a.C. foi completamente povoado pelos samnitas, que lhe deram o nome de Calatia. Em 211 a.C. ele se posicionou contra os romanos e a favor de Aníbal. Foi condenado à expropriação e centuriação, o que significa fragmentação do território em grandes parcelas.

### Idade Medieval
O monge Erchemperto, em  Historia Langobardorum Beneventanorum , fala de Caserta como uma realidade já existente quando, no século IX, os habitantes de Calatia são forçados a fugir para o destruição de Pandone, o Raptor, à frente dos Lombardos de Cápua. O próprio Pandone mandou construir uma torre em 863 como símbolo de conquista.
No período Longobard, o núcleo urbano foi formado em torno da torre de avistamento e defesa (agora integrado no Palazzo della Prefettura). Na verdade, o atual centro da cidade, localizado em torno da Piazza Vanvitelli, então praça do mercado, era chamado de  Torre , devido à presença do edifício Longobard que se encontra no canto noroeste da mesma.
Portanto, apesar da perfeita simetria nas ruas, quase repetindo a estrutura das cidades romanas, a atual cidade de Caserta já existia há algum tempo e já era sede municipal e sede da cadeira do bispo . O centro da cidade, aliás, havia se mudado para cá no século XVI, no que se chamava Torre, passando de Casertavecchia; depois de alguns séculos o bispo também fez o mesmo, passando a residir na aldeia de Falciano, num edifício posteriormente utilizado como quartel (hoje conhecido como antigo quartel Sacchi).
A cidade era conhecida pelo seu mercado e pelo palácio dos Acquaviva (família) | Acquaviva, condes de Caserta, que a herdou em 1511 dos condes Della Ratta e que a havia ampliado a torre com um edifício renascentista fortificado e um jardim que impressionou vários viajantes dos XVI e século XVII.

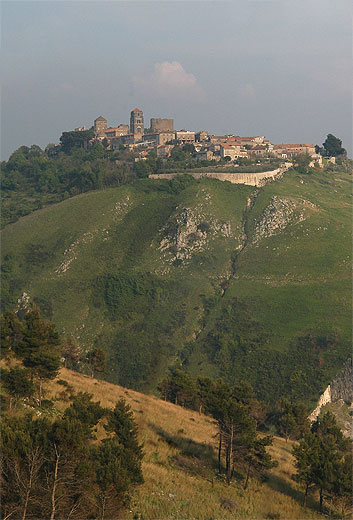
Casertavecchia

A cidade foi disputada por muito tempo pelos principados vizinhos de Nápoles, Salerno e Cápua, permanecendo para este último em 879, sob Pandulfo di Capua, que foi seu primeiro conde. Até século IX Casertavecchia viu um aumento significativo em sua população: o início das invasões sarracenas levou os habitantes da planície a buscar refúgio em locais de montanha mais seguros e defensáveis, o que levou à transferência da cadeira do bispo no aldeia de montanha. Até o século XII a história da Casa Hirta se fundiu com a do condado de Cápua, tornando-se parte das lutas internas entre os senhores longobardos, bizantinos e napolitanos. Quando os normandos a conquistaram em 1057, Ricardo I de Aversa | Riccardo I, conde de Aversa, ele a construiu como condado para Roberto di Lauro em 1062. Ela passou em 1183 para seu filho Guglielmo e por falecimento, em 1199, seu filho Roberto.
Os novos conquistadores, apesar de sua resistência, trouxeram alguma ordem e autoridade. A par de um maior desenvolvimento da população e da vida urbana, foram construídos a Catedral de Casertavecchia, encomendada pelo bispo Rainulfo (bispo de Caserta) | Rainulfo, o palácio do bispo e outros edifícios públicos importantes. O povoado, passado para os Svevi, viveu seu momento de maior importância, também no campo político, sob o conde Riccardo di Lauro, da família Sanseverino (família) | Sanseverino, um legítimo conselheiro e administrador de Frederick II da Suábia. Neste período começaram os trabalhos na torre sineira e a grande torre cilíndrica, chamada "Maschio", coeva da famosa arquitetura Frederickiana de Cápua (1224-1239) foi adicionada ao castelo.
Com a conquista dos Angioini (1266) o condado foi temporariamente confiado a Federico di Laisalto. Posteriormente, o rei Carlos de Anjou confiscou-o para atribuí-lo a Guglielmo de Beaumont (italianizado em Belmonte), o almirante francês que o salvou com seu navio. Em 1269, com a morte de Belmonte, o concelho foi confiado a Bertrando del Balzo e em 1283 passou a Ludovico Roheriis, ex-carrasco da Calábria e depois de Terra di Lavoro. Em 1294, a cidade tinha um novo senhor feudal, Goffredo Caetani di Sermoneta, irmão do papa Bonifácio VIII. Depois, em 1310 passou para o catalão Diego de Lahart (italianizado em Della Ratta), de quem Boccaccio fala no sexto dia de  Decameron , que chegou à Itália seguindo uma mulher Violante de Aragão. O mais famoso dos condes de Della Ratta foi Francesco, que lutou vitoriosamente e cujo mausoléu pode ser admirado na catedral de Casertavecchia.

### Idade Moderna
Em 1509, Caterina della Ratta, casou-se com Andrea Matteo III Acquaviva de Aragão, de onde, pelo ramo mais antigo, o condado que se tornara principado foi herdado por Anna, a última herdeira da Acquaviva (família) | Acquaviva, que se casou com Francesco Caetani 8º duque de Sermoneta em 1618, o estado de Caserta permaneceu nesta família até que, enormemente endividados, foram forçados a vender seus bens aos Bourbon de Nápoles. Estes, em particular o seu rei Carlos III, pensaram em construir o Palácio dos Bourbon, a partir de 1750.

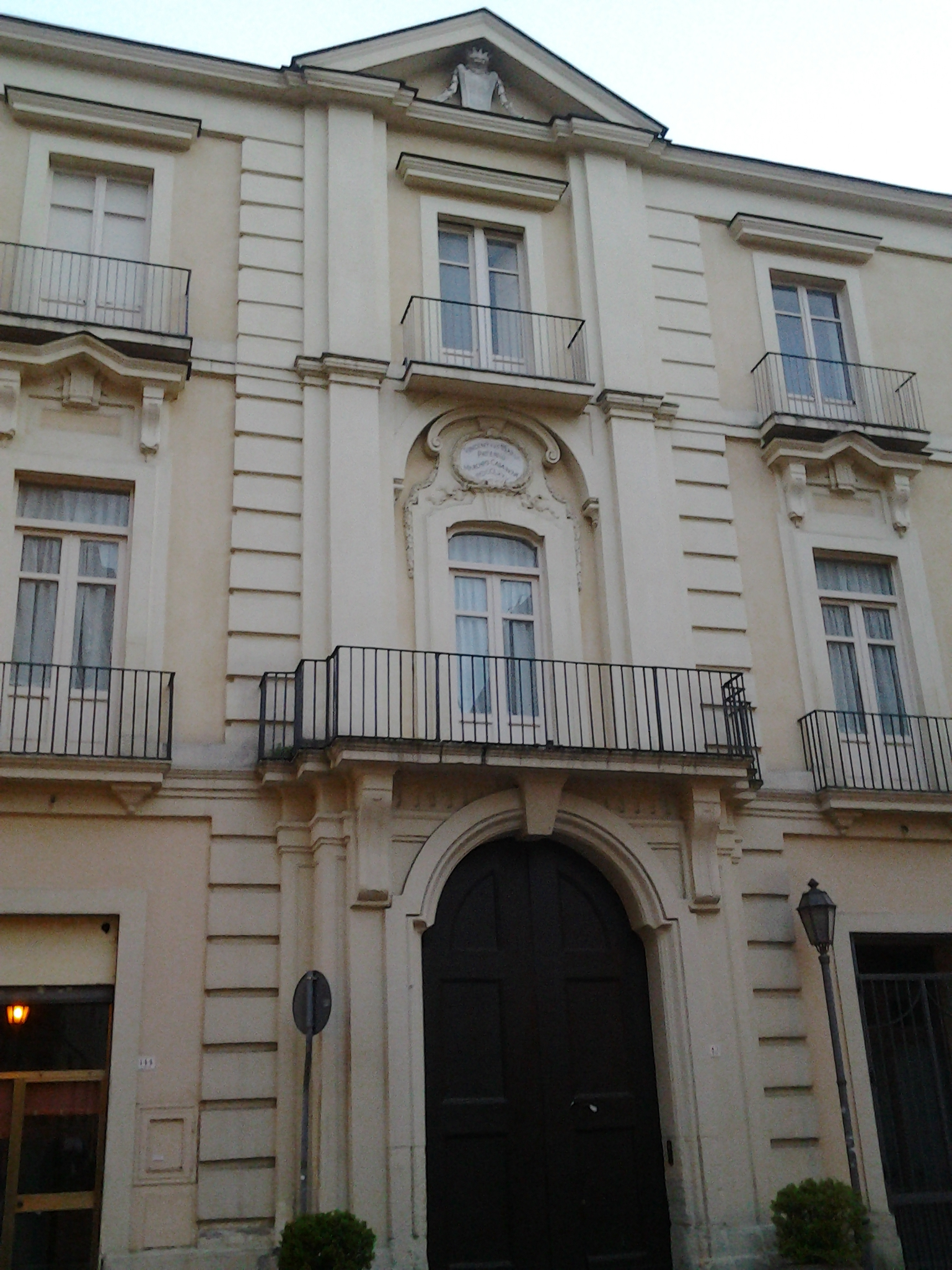
Obra de Gaetano Barba, século XVIII.

A necessidade do rei de Nápoles de construir um novo palácio teve uma razão tripla.  Em primeiro lugar  o rei precisava construir uma residência que ficasse mais longe do mar do que o Palácio Real de Nápoles, para se salvar em caso de ataque da frota Francês. Em segundo lugar, o rei há muito cultivava o desejo de construir para si uma residência de verão para descanso. Além disso, como um terceiro motivo, ele foi movido por uma onda de orgulho e de fato ordenou a Vanvitelli que construísse uma residência que fosse superior a todos os outros europeus em termos de beleza, grandiosidade e majestade. Objetivo que, segundo muitos, teria então alcançado com a construção do Palácio Real de Caserta.
O antigo jardim Acquaviva (o chamado "bosque velho") tornou-se o núcleo principal do atual parque da Reggia, hoje um dos maiores parques urbanos do mundo com 2,5 km de extensão. Um parque cheio de fontes cênicas, cachoeiras, lagos, prados imensos, bosques densos.
No final do século XVIII, o rei Fernando IV mandou construir uma residência real em San Leucio com uma fábrica adjacente destinada à produção de seda. Junto ao Palácio Belvedere, com um fascinante jardim italiano nas traseiras e uma vista frontal da planície de Caserta e do Golfo de Nápoles, o rei mandou construir os bairros de San Carlo e San Ferdinando, destinados aos trabalhadores da fábrica de seda. O rei também emitiu um famoso édito no qual praticamente sonhava com a constituição (daí a utopia Ferdinandiana) de uma espécie de sociedade perfeita, pedindo aos cidadãos de San Leucio que abolissem todas as formas de luxo e igualdade econômica absoluta. Em suma, uma sociedade que, para o rei, deveria ser autossuficiente, para viver da produção da preciosa seda que daria a volta ao mundo e hoje cobre as paredes do Quirinale, a Casa Branca e do Palácio de Buckingham.

### Idade Contemporânea
No final do século XIX e no início do século XX, Caserta apareceu como uma cidade centrada em torno do Palácio Real. A partir da Segunda Guerra Mundial, após a rendição de Caserta, a cidade saiu aos pedaços, dilacerada no seu antigo coração e pronta para ser reconstruída.
Com o boom da construção dos anos oitenta, surgiram bairros residenciais com boa qualidade de vida graças a um tipo de construção extensiva (um exemplo é o Parque Gabriella), mas ao mesmo tempo também houve uma construção intensiva com o nascimento de excessos. áreas habitadas e com poucos espaços verdes (um exemplo é ex zona 167 - Parco degli Aranci).
Em julho de 1994 a cidade foi palco do jantar de gala por ocasião do G7. Em janeiro de 2007 um Conselho de Ministros da República Italiana longe de Roma.

## Demografia
| Variação demográfica do município entre 1861 e 2011                               |
|                                                                                   |
| Fonte: Istituto Nazionale di Statistica (ISTAT) - Elaboração gráfica da Wikipedia |

### Clima
Na província de Caserta existe a maior área plana da região e esta também é afetada pelo clima.
A parte que vai do litoral até as primeiras montanhas que cercam a capital, é afetada pelas influências benéficas do mar, que se fazem sentir sobretudo no inverno com temperaturas amenas e mais elevadas umidade (e consequentes moderado ou mesmo intensamente calor abafado nos meses de verão). O verão é muito longo e quente, com forte acentuação que ocorreu a partir de 1998, como em toda a Itália peninsular, embora uma segunda etapa tenha ocorrido com o histórico verão de 2003. A onda de calor de agosto de 2007, com mais de 40 ° registadas na estação meteorológica de Caserta, neste caso, no entanto, com um baixo índice de humidade devido à queda dos ventos, mas valores não desiguais também foram registados no início da segunda década de agosto de 2003 e novamente em julho de 2015 e agosto 2017, neste último caso com um ponto de orvalho mais alto do que em ocasiões anteriores e desconforto físico extremo.
O inverno na planície de Caserta é ameno em geral (a estação meteorológica de Caserta, localizada no centro da cidade e influenciada pela ilha de calor, registra cerca de 13 ° na média das temperaturas máximas em janeiro, contra cerca de 12 ° da média 81 / 10 da estação do aeroporto militar de Grazzanise), mas períodos (dificilmente longos, dada a tendência de aumento das temperaturas nas últimas décadas) de frio intenso (para citar alguns exemplos recentes, relativamente rígidos os dois meses de dezembro 2001 a janeiro de 2002, com um breve episódio de neve, bem como o período entre a segunda quinzena de janeiro e o início de março de 2005, após o ameno dezembro de 2004, enquanto o inverno 2003-2004 é lembrado pelas seis ondas de frio, alternadas com períodos amenos), com mínimas esporadicamente iguais a zero mesmo na capital e máximas abaixo de 7 graus, apesar da ilha de calor típica da conurbação urbana ao norte de Nápoles, em que estação afeta muito as médias térmicas.
No entanto, o índice de queda de neve é um dos mais baixos da Itália e mesmo da Europa, muito mais insignificante do que em cidades italianas localizadas na mesma latitude, como Bari, que são menos chuvosas (o lado Tirreno está localizado a sotavento com respeito à incursão de ar continental do leste em relação ao lado do Adriático). No século atual, o episódio de neve mais significativo ocorreu entre 26 e 27 de fevereiro de 2018, mas o que ocorreu entre 30 e 31 de dezembro de 2014 não é desprezível (para acumulações mais significativas é necessário voltar ao período de dois anos 1985- 86, embora ocorreram episódios menores também em janeiro de 2019 (acumulações de 3 cm. Na noite entre 3 e 4), março de 2002 (flocos sem acumulação, no Domingo de Ramos), em março de 2005 - limitado às áreas montanhosas - e em dezembro de 2010, enquanto entre 16 e 17 de dezembro de 2010 havia temperaturas mínimas abaixo de -4 ° no centro da cidade (valor replicado nas noites de 6 e 7 de janeiro de 2017) e até perto de -7 ° no aeroporto militar próximo por Grazzanise.
Nas aldeias montanhosas as temperaturas médias são ligeiramente mais baixas, principalmente nos valores máximos e as nevadas um pouco menos raras (Casertavecchia, para se manter no século atual, foi afetada por nevadas, por exemplo, em janeiro de 2004 e março de 2005, que não envolveu a cidade plana ou em outros casos a envolveu marginalmente, como em fevereiro de 2012 e fevereiro de 2013).
O microclima da área Matese é muito diferente do litoral e da planície de Caserta. O interior da província é caracterizado por numerosos relevos acidentados e montanhosos, de clima tipicamente apenino.

### Honras
A cidade de Caserta está entre as cidades decoradas com valor militar pela guerra de libertação, agraciadas com a medalha de ouro pelo mérito civil e a medalha de bronze pelo valor militar pelos sacrifícios de suas populações e pela atividade na luta partidária durante a segunda guerra mundialdiale:  dos corpos militares e um importante entroncamento ferroviário, durante a última guerra mundial foram alvo de inúmeros bombardeios que causaram consideráveis danos à cidade e ao património artístico. Sujeito a uma represália feroz, contou numerosas vítimas civis mas, apesar da violência sofrida, nunca desistiu perante o perigo e, uma vez que a paz voltou, toda a população iniciou o difícil trabalho de reconstrução. Caserta, 1943-1945

## Cidades-irmãs
- Pitești, Roménia
- Aley, Líbano
- Maringá, Brasil Lei 5096/00 de 12 de maio de 2000
- Villada, Espanha